# Daïra d'Aïn Touta
Le Département d'Aïn Touta  est un département d'Algérie situé dans la wilaya de Batna et dont le chef-lieu est la ville éponyme d'Aïn Touta	ⵄⵉⵏ ⵜⵓⵜⴰ.

## Localisation
La daïra est située au centre et au sud de la wilaya de Batna.
|         | Merouana, Batna   |         |
| Seggana | daïra d'Aïn Touta | Tazoult |
|         |                   | Bouzina |

## Communes
La daïra est composéé de quatre communes : Aïn Touta, Ben Foudhala El Hakania, Maafa et Ouled Aouf.